# 繰延税金資産
繰延税金資産（くりのべぜいきんしさん、英: Deferred Tax Asset）は、税効果会計を適用した際に認識される資産（借方項目）である。

## 概要
企業会計上の費用が税務上の将来減算一時差異（つまり、当期には税務上の損金と認められないが、将来時点では損金と認められる費用）として否認され、税務上の課税所得や納付税額が増加する場合に生ずる。言い換えれば、将来の会計期間に帰属すべき税金費用（損金）を当期に前払いしたと考え、これを繰延処理することにより生じる資産である。
繰延税金資産は、企業会計と税務との「一時的な」費用（損金）に対する認識時期の相違（一時差異）を調整するための項目であり、交際費のように企業会計上の費用と税務上の損金との不一致が永久に解消されない永久差異については、繰延税金資産の計上が認められない。
通常、繰延税金資産の計上と同時に法人税等調整額の計上により、同額だけ当期純利益の額も増加する。一方、計上された繰延税金資産は、将来帰属すべき税金費用（損金）が実現する時点で、残高を減少させる手続きをとる。繰延税金資産の減少により、同額だけ当期純利益の額も減少する。
繰延税金資産の計上にあたっては、税金費用（損金）の実現する将来時点で、十分な当期純利益が確保されている（具体的には繰延税金資産減少に伴う当期純利益の減少額を上回る当期純利益が見込まれること）ことが条件である。その理由としては、繰延税金資産減少に伴う当期純利益の減少により、税金費用（損金）実現時点の当期純利益額がマイナスとなってしまうのは、健全性の観点から問題とされるためである。
このように、税金費用（損金）の実現する将来時点において、十分な当期純利益の確保が想定できない場合には、税金を前払いする能力に乏しいと判断されるため、健全性の観点から税効果会計の適用は認められず、したがって、繰延税金資産の計上は認められない。
繰延税金資産の計上される主な項目としては、引当金の損金算入限度超過額、その他有価証券の評価差額（評価損）、及び繰越欠損金（7年間の繰越し及び翌期以降の課税所得との通算が可能）などがある。

## 有税処理と繰延税金資産
企業会計上当期の費用として処理するが、税務上は当期の損金と認められないため、税務申告上損金の加算項目として調整することを有税処理（有税償却）という。税効果会計を適用する場合、有税処理に伴い繰延税金資産が計上され、回収スケジュールに沿って無税化する（税務上損金として認められる）時点まで資産が繰り延べされる。

## BIS規制と繰延税金資産
BIS規制とは、国際業務を営む銀行について、自己資本比率が8%を超えない銀行は、国際業務を禁じるという規制であり、国際的に業務展開をする銀行の健全性を保つために適用されるルールであるが、BIS（国際決済銀行）の自己資本比率算出方法は、通常の自己資本比率算出の定義と異なり、自己資本金額（分子）の中に繰延税金資産が含まれる。そのため、表面上、銀行の自己資本比率が8%を超えていても、繰延税金資産によるBIS自己資本比率上昇への寄与が多かれ少なかれ発生することになる。特に多くの不良債権を抱え、繰延税金資産を計上する銀行の場合、必然的にBIS自己資本比率上昇への寄与度が大きくなる。このため、繰延税金資産のBIS自己資本に与える影響が大きいことは、健全性の観点から好ましいとはいえない。

## 企業の業績見通しと繰延税金資産
繰延税金資産は先述の通り、将来発生する税金を前払いする意味を持つ費用性資産であり、将来繰延税金資産を費用化した場合に耐えうるだけの税引前当期純利益を獲得できると見込まれる場合のみ、計上が認められる。したがって、繰延税金資産計上後、経営環境の悪化等で当初見込まれた利益が確保できない場合には、当初の前提が崩れ、バランスシート上実体のない資産が計上されているとみなされかねない。
このような業績見通し悪化等に伴い、繰延税金資産の取り崩しを迫られる場合があるが、これは同時に損益計算書上の費用の増加を意味する。このため、業績見通しの修正等により意図せざる取り崩しに迫られ、かつその額が大きい場合には、当期業績が堅調にもかかわらず、当期最終赤字へ転落する可能性もある。
企業を取り巻く状況を全て予測することは難しいが、繰延税金資産計上の目的や健全な運用（意図せざる取り崩しの防止等）を達成するためにも、十分な情報収集に基づく収支予測と綿密なスケジューリングの下で計上することが望ましいといえる。